# 马阿莱亚
马阿莱亚（英語：Maalaea）是位於美國夏威夷州茂宜縣的一個人口普查指定地區。

## 地理
马阿莱亚的座標為20°38′34″N 156°29′37″W / 20.64278°N 156.49361°W，而該地最高點為海拔高度30米（即98英尺）。

## 人口
根據2010年美國人口普查的數據，马阿莱亚的面積為2.60平方千米，當中陸地面積為14.60平方千米，而水域面積為6.00平方千米。當地共有人口352人，而人口密度為每平方千米135.38人。